# UFC Fight Night: McDonald vs. Lineker
UFC Fight Night: McDonald vs. Lineker è stato un evento di arti marziali miste tenuto dalla Ultimate Fighting Championship svolto il 13 luglio 2016 al Denny Sanford Premier Center di Sioux Falls, Stati Uniti.

## Retroscena
Questo è stato il primo evento organizzato dalla UFC nel Dakota del Sud.
L'incontro di pesi leggeri tra Tony Ferguson e Michael Chiesa, due dei vincitori del reality show The Ultimate Fighter,  doveva svolgersi come main event della card. Tuttavia, Chiesa venne rimosso dall'evento a causa di un infortunio alla schiena subito il 27 giugno. Il giorno seguente venne annunciato che Landon Vannata sostituirà Chiesa e che il match verrà spostato nel co-main event. Come incontro principale si affrontarono Michael McDonald e John Lineker.
Alex White avrebbe dovuto affrontare il vincitore del reality The Ultimate Fighter: Team McGregor vs. Team Faber Ryan Hall, ma venne rimosso dalla card il 28 giugno per infortunio.

## Risultati
|                                   | Divisione                      |                                |                                |                                | Metodo                                         | Round                          | Tempo                          | Premio                         |
| Card Principale (Fox Sports 1)    | Card Principale (Fox Sports 1) | Card Principale (Fox Sports 1) | Card Principale (Fox Sports 1) | Card Principale (Fox Sports 1) | Card Principale (Fox Sports 1)                 | Card Principale (Fox Sports 1) | Card Principale (Fox Sports 1) | Card Principale (Fox Sports 1) |
| --------------------------------- | ------------------------------ | ------------------------------ | ------------------------------ | ------------------------------ | ---------------------------------------------- | ------------------------------ | ------------------------------ | ------------------------------ |
|                                   | Pesi Gallo                     | John Lineker                   | batte                          | Michale McDonald               | KO (pugni)                                     | 1                              | 2:43                           | POTN                           |
|                                   | Pesi Leggeri                   | Tony Ferguson                  | batte                          | Landon Vannata                 | Sottomissione (D'Arce choke)                   | 2                              | 2:22                           | FOTN                           |
|                                   | Pesi Medi                      | Tim Boetsch                    | batte                          | Josh Samman                    | KO Tecnico (pugni)                             | 2                              | 3:49                           |                                |
|                                   | Pesi Massimi                   | Daniel Omielańczuk             | batte                          | Oleksiy Oliynyk                | Decisione di maggioranza (28-28, 29-28, 29-28) | 3                              | 5:00                           |                                |
|                                   | Pesi Welter                    | Keita Nakamura                 | batte                          | Kyle Noke                      | Sottomissione (rear-naked choke)               | 2                              | 4:59                           |                                |
|                                   | Pesi Mosca                     | Louis Smolka                   | batte                          | Ben Nguyen                     | KO Tecnico (pugni e gomitate)                  | 2                              | 4:41                           | POTN                           |
| Card Preliminare (Fox Sports 1)   |                                |                                |                                |                                |                                                |                                |                                |                                |
|                                   | Pesi Gallo (F)                 | Katlyn Chookagian              | batte                          | Lauren Murphy                  | Decisione unanime (29-28, 29-28, 29-28)        | 3                              | 5:00                           |                                |
|                                   | Pesi Medi                      | Sam Alvey                      | batte                          | Eric Spicely                   | Sottomissione (ghigliottina)                   | 1                              | 2:43                           |                                |
|                                   | Pesi Paglia (F)                | Cortney Casey                  | batte                          | Cristina Stanciu               | KO Tecnico (gomitate)                          | 1                              | 2:36                           |                                |
|                                   | Pesi Leggeri                   | Scott Holtzman                 | batte                          | Cody Pfister                   | Decisione unanime (30-27, 30-27, 29-28)        | 3                              | 5:00                           |                                |
| Card Preliminare (UFC Fight Pass) |                                |                                |                                |                                |                                                |                                |                                |                                |
|                                   | Pesi Gallo                     | Rani Yahya                     | batte                          | Matt López                     | Sottomissione (triangolo di braccio)           | 3                              | 4:19                           |                                |
|                                   | Pesi Medi                      | Alex Nicholson                 | batte                          | Devin Clark                    | KO (pugni)                                     | 1                              | 4:57                           |                                |

## Premi
I lottatori premiati ricevettero un bonus di 50.000 dollari.
Legenda:
- FOTN: Fight of the Night (vengono premiati entrambi gli atleti per il miglior incontro dell'evento)
- POTN: Performance of the Night (viene premiato il vincitore per la migliore performance dell'evento)

## Incontri Annullati
|  | Divisione    |               |        |                | Motivo                    |
|  | ------------ | ------------- | ------ | -------------- | ------------------------- |
|  | Pesi Leggeri | Tony Ferguson | contro | Michael Chiesa | Chiesa subì un infortunio |
|  | Pesi Piuma   | Ryan Hall     | contro | Alex White     | White subì un infortunio  |